# Dacia 1300
A Dacia 1300 egy kiskategóriás autó, melyet a román Dacia autógyártó készített, a Renault 12 tervei alapján, 1969 és 2004 között. Az 1300 elnevezés az elsőként az autóba került motor hengerűrtartalmára utal. Az első Dacia 1300 1969. augusztus 23-án készült el, míg az utolsó 2004. július 21-én gördült ki a Mioveniben található gyár kapuján, így egy hónap híján 35 éven keresztül folyt a sorozatgyártás. Összesen 1 959 730 darab készült belőle, utolsóként egy Dacia 1310 szedán készült el.

## Modelltörténet

### Dacia 1300
A gyártáskor a Dacia a Renault 12-t vette alapul műszakilag és a formaterv szempontjából is. Az elkészült autók nagy többsége a kommunista keleti blokkban került eladásra. Egyes országokban a kocsi Dacia Denem néven került piacra.
Az 1300-on néhány évente végeztek kisebb külső átalakításokat, hogy így próbálják meg az embereket érdekeltté tenni az újabb évjáratú modellek megvásárlásában. Mivel ezek a változások meglehetősen aprók voltak, a dizájn hamar idejétmúlttá vált, csakúgy, mint a műszaki felépítés. Az évek alatt olyan újítások jelentek meg az autóiparban, mint például a klíma vagy az ABS, de ilyen modern berendezések soha nem kerültek be a Dacia 1300-ba.
Az autó a szedán és a kombi változat mellett pick-up változatban is elérhető volt, mely Dacia 1302 vagy Dacia Pick-Up néven szerepelt a kínálatban.

### Dacia 1310

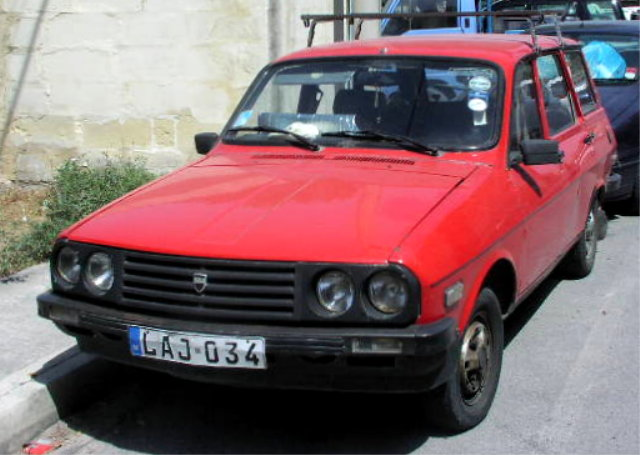
Dacia 1310 kombi

A Dacia az 1979-es, Bukaresti Autószalonon bemutatta a Dacia 1310-et, mely az 1300 felújított változata volt.
1979-ben csak a szedán változat volt elérhető a megújult autóból, majd egy évvel később megjelent a kombi variáns is. Az új külsőt kapott Dacia Pick-Up 1981-től volt megvásárolható. 1983-ban a teljes kínálat modellfrissítésen esett át az 1984-es modellévre. Szintén 1983-ban jelent meg az 1310-en alapuló Dacia 1410 Sport névre hallgató kupé változat, két ajtóval és alacsonyabb tetővel. 1985-ben bemutatásra került a Pick-Up új változata, lenyitható oldalú raktérrel, két évvel később pedig megjelent a ferde hátú Dacia 1320. A felújított 1310 szedán és kombi változatának a gyártása befejeződött, míg a pick-upé és a ferde hátúé 1990-ig folytatódott.
1989-ben jelent meg a Dacia 1310 új szedán és kombi variánsa, melyeken a fényszórók kicserélése volt a legszembeötlőbb változás az elődhöz képest. Az új ferde hátú a kisáruszállító változathoz hasonlóan 1990-ben került piacra, Dacia 1325 Liberta néven. 1992-ben érkezett meg az új Pick-Up, mely hosszított utasfülkével is elérhetővé vált. 1993-ban ismét modellfrissítésen esett át az 1310 összes változata, csakúgy, mint az 1325 Liberta.
1998-ban következett be az utolsó generációváltás az 1310 történetében. A Liberta nevű ferde hátú gyártása két évvel korábban, 1996-ban leállt. A modernizált 1310 szedán, kombi és kisáruszállító verzió gyártása 2004-ig folytatódott, míg a Dacia Pick-Up gyártása 2006-ban állt le. Az utolsó generációs 1310-esekbe injektor és katalizátor került, hogy jobban megfeleljen a károsanyag kibocsátási szabályozásoknak, de így is csak Euro2-es besorolást tudott elérni.
A Dacia 1300 és 1310 soha nem számított különösebben komfortos vagy nagy teljesítményű autónak, de kedvező fogyasztása, olcsó fenntarthatósága és egyszerűsége miatt nagy népszerűségnek örvendett és örvend a mai napig a kevésbé tehetősebbek körében. Utódja a Dacia Logan lett a román autógyár kínálatában.

## Motorok
| Név         | Hengerűrtartalom | Szelepszám       | Teljesítmény                            | Nyomaték                       | Végsebesség | Gyorsulás (0–100 km/h) | Átlagfogyasztás |
| ----------- | ---------------- | ---------------- | --------------------------------------- | ------------------------------ | ----------- | ---------------------- | --------------- |
| 103.00 1210 | 1185 cm³         | 8 szelepes (OHV) | 48 LE (36 kW), 5250-es fordulatszámon   | 80 Nm, 3000-es fordulatszámon  | –           | –                      | –               |
| 810.99 1300 | 1289 cm³         | 8 szelepes (OHV) | 54 LE (40 kW), 5250-es fordulatszámon   | 96 Nm, 3000-es fordulatszámon  | 140 km/h    | 17,5 mp                | 8 l/100 km      |
| 102.00 1410 | 1397 cm³         | 8 szelepes (OHV) | 61,5 LE (46 kW), 5250-es fordulatszámon | 102 Nm, 3000-es fordulatszámon | 145 km/h    | 17,0 mp                | 7,8 l/100 km    |
| 1.4 Li 1410 | 1397 cm³         | 8 szelepes (OHV) | 61,5 LE (46 kW), 5500-as fordulatszámon | 102 Nm, 3500-as fordulatszámon | 142 km/h    | 17,0 mp                | 7,7 l/100 km    |
| 1.6         | 1557 cm³         | 8 szelepes (OHV) | 72 LE (54 kW), 5000-es fordulatszámon   | 122 Nm, 3500-as fordulatszámon | 150 km/h    | 15,6 mp                | 7,9 l/100 km    |

## Képgaléria

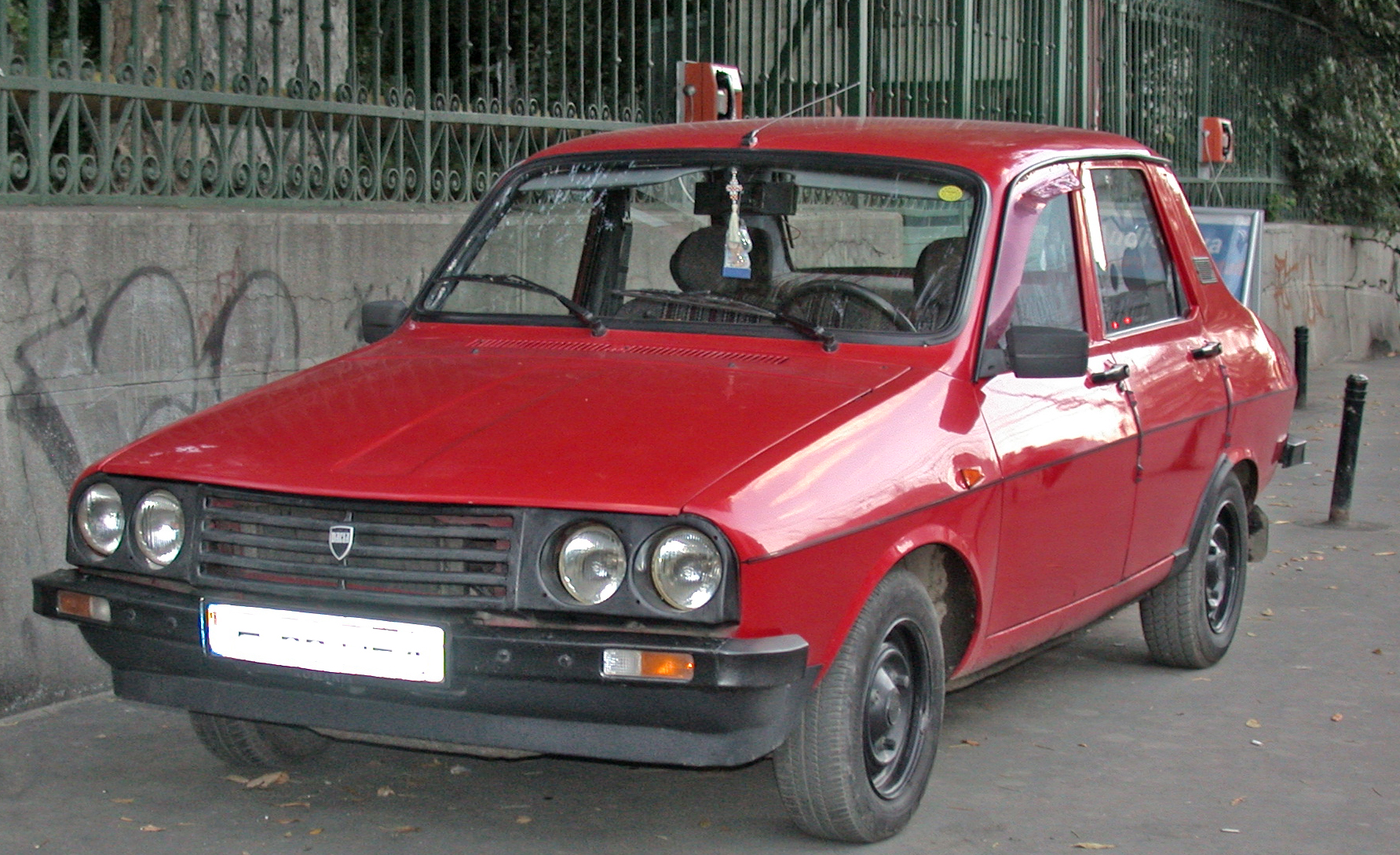
Dacia 1310 szedán
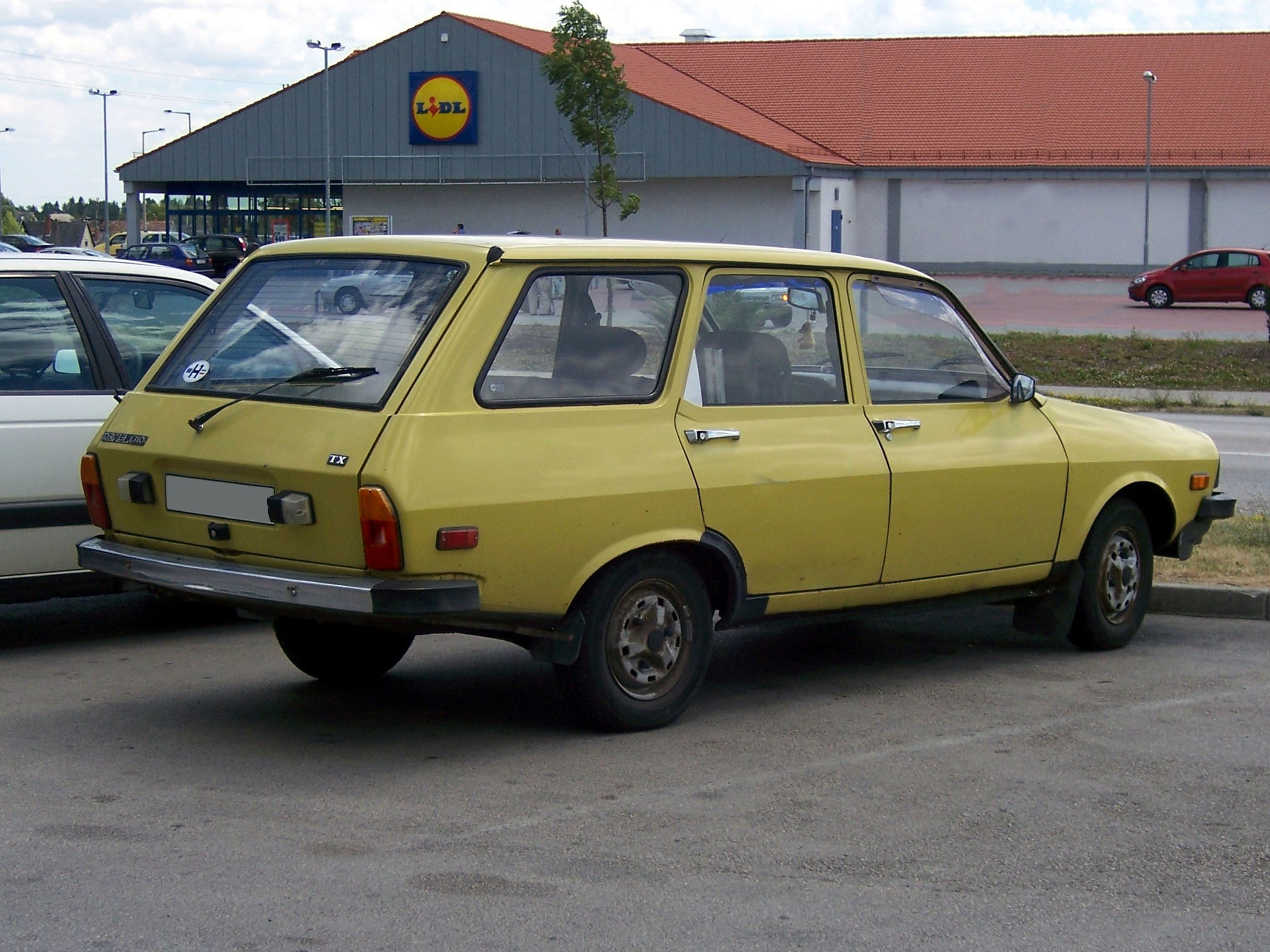
Dacia 1310 kombi
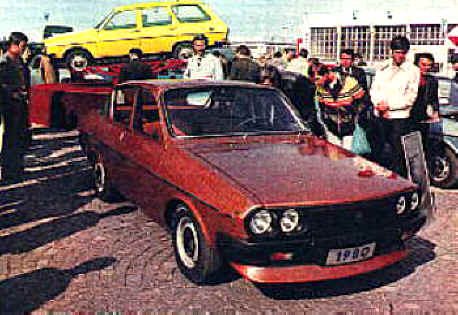
Dacia Sport Coupé
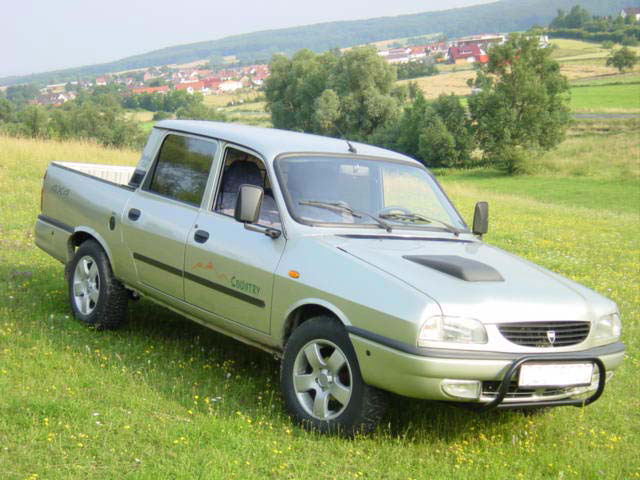
Dacia Pick-Up 4×4
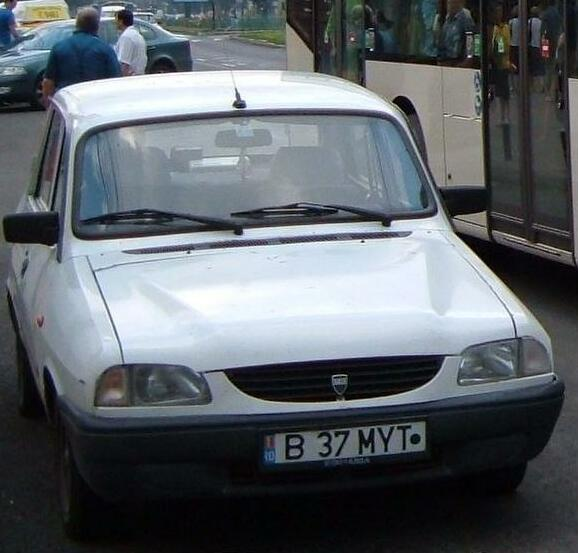
2000-es Dacia 1310

## Olvasmányok
- Mondiru, Corneliu (1990). Autoturisme Dacia. Editura Tehnică Publishing. ISBN 973-31-0218-0